# ジャニーズ・トゥ・グローリー
『ジャニーズ・トゥ・グローリー』、あるいは『ジャーニーズ・トゥ・グローリー』(Journeys to Glory) は、スパンダー・バレエのデビュー・アルバムにあたるスタジオ・アルバム。トライデント・スタジオで録音されてからわずか十日後の1981年3月6日に、クリサリス・レコードからリリースされた。アナログ盤の最初のバージョンのカバーには、エンボス加工が施されていた。このアルバムは、2010年3月8日にCD2枚のスペシャル・エディションという形で、リマスターの上でトラックを追加して再リリースされた。

## 評価
| 専門評論家によるレビュー | 専門評論家によるレビュー |
| レビュー・スコア         | レビュー・スコア         |
| 出典                     | 評価                     |
| ------------------------ | ------------------------ |
| Allmusic                 | [ 3 ]                    |

発表当時、このアルバムは「新鮮、大胆、しかも何やら前衛的 (fresh, bold, and even somewhat avant-garde) と評された。多くのファンはこのアルバムの、音数が少なく、ドラム主導で、ファンクの趣があるところが、後のソウルの影響を強く受けた録音よりもオリジナル性があると考えている。ある評者は、この録音は「まったく忘れられない (completely unforgettable)」ものであり、ハドリーのオペラに準じるようなボーカルも「本当に力強く (really strong)」、「実験に取り組む意志 (willingness to experiment)」があると述べている。別の評者は、最後のトラックである緩やかな楽曲「誘惑のナイト (Toys)」について、「1980年代の楽曲で最も悲劇的なまでに過小評価されているトラックのひとつ (one of the 1980s' most tragically under-rated tracks)」と述べている。

## ラジオ番組『Journeys to Glory』
2009年11月、BBC Radio 2 は、ジョナサン・ロスをプレゼンターとして、スパンダー・バレエの軌跡を回顧するラジオ番組『Journeys to Glory: The Spandau Ballet Story』を放送した

## トラック・リスト

### オリジナル・リリース
全曲とも、ゲイリー・ケンプの作詞、作曲による。
1. 早い話が (To Cut a Long Story Short) - 3:20
2. リフォーメーション (Reformation) - 4:54
3. 伝説のマンドリン (Mandolin) - 4:07
4. 燃えるマッスル (Muscle Bound) - 5:06
5. 華麗なるエイジ (Age of Blows) - 4:09
6. フリーズ (The Freeze) - 4:35
7. コンフューズ (Confused) - 4:38
8. 誘惑のナイト (Toys) - 5:48

### 2010年、スペシャル・エディション
Disc 1
1. "To Cut a Long Story Short"
2. "Reformation"
3. "Mandolin"
4. "Muscle Bound"
5. "Age of Blows"
6. "The Freeze"
7. "Confused"
8. "Toys"
9. "The Freeze" (7" Version)
10. "Muscle Bound" (7" Version)
11. "Glow" (7" Version)

Disc 2
1. "To Cut a Long Story Short" (12" Version)
2. "The Freeze" (Special Mix)
3. "Glow" (12" Version)
4. "The Freeze" (12" Version)
5. "The Freeze" (BBC Session)
6. "Mandolin" (BBC Session)
7. "Muscle Bound" (BBC Session)
8. "Glow" (BBC Session)

## パーソネル

### ミュージシャン
- トニー・ハドリー（英語版） – ボーカル、キーボード
- ゲイリー・ケンプ – ギター、キーボード
- スティーヴ・ノーマン（英語版） - ギター
- マーティン・ケンプ（英語版） – ベース
- ジョン・キーブル（英語版） – ドラムス

### 制作
- リチャード・ジェームズ・バージェス（英語版） – プロデューサー
- John Etcham – エンジニア (Jam)
- スティーヴン・ショート（英語版） – エンジニア（トライデント・スタジオ）
- Andy Jackson – エンジニア (Utopia)
- Hugh Padgham – エンジニア（マナー（英語版））
- Marlis Duncklau – エンジニア（マナー）
- グレイアム・スミス（英語版） – デザインと写真
- Lee Andrews – ヘアスタイル
- Simon Withers – 照明

## シングル
このアルバムからは、3枚のシングルが出された。
| 年   | 曲                          | 英 | 豪 | 仏 | 売り上げによる認証 |
| ---- | --------------------------- | -- | -- | -- | ------------------ |
| 1980 | "To Cut a Long Story Short" | 5  | 15 | 1  | - BMI: シルバー    |
| 1981 | "The Freeze"                | 17 | -  | -  | -                  |
| 1981 | "Muscle Bound"              | 10 | -  | -  | -                  |